# یوسف بن تاشفین
یوسف بن تاشفین (عربی: يوسف بن تاشفين ناصر الدين بن تالاكاكين الصنهاجي؛ زاده ۱۰۰۶ درگذشته ۲ سپتامبر ۱۱۰۶) رهبر بربری مرابطان مراکش بود. او بود که شهر مراکش را بنا نهاد و رهبری مسلمانان را در نبرد زلاقه بر عهده داشت.